# Kanon (musik)
 For alternative betydninger, se Kanon. (Se også artikler, som begynder med Kanon)
Kanon er en musikteknisk betegnelse for den strengeste form af imitation, hvor i flerstemmig sættelse det samme motiv med de samme tonetrin efterhånden optages af de efter hinanden følgende stemmer. Efter som disse gentager motivet i enklang, oktav, over- eller underkvint eller -kvart eller -sekund etc., kalder man stykket for kanon i enklang eller i oktav eller i overkvint og så fremdeles. Fremdeles kan motivet optages med større nodeværdier (kanon per augmentationem) eller med mindre nodeværdier (kanon per diminutionem) eller med omvending af intervallerne (kanon per motum contrarium) eller med motivet taget bagfra ("kræbsekanon", kanon cancricans) etc. 
I moderne musik spiller kanon en mindre fremtrædende rolle, derimod udgjorde kanon det ledende kunstprincip i 15.—16. århundredes kontrapunktik (den "nederlandske" tidsalder), kaldtes dog dengang ikke for kanon, men for "fuga". Et sådant stykke blev ikke nedskrevet i partitur, men kun hovedstemmen blev optegnet, medens en vedføjet anvisning (græsk "kanon") angav måde og form for udførelsen af de efterhånden følgende stemmer — ofte i dunkle og gådefulde udtryk. Ordet "kanon" gik senere herfra over som betegnelse for selve stykket, medens "fuga" forbeholdtes den nu kendte friere og mere udviklede form for kontrapunktisk sættelse.

| Musik | Spire Denne musikartikel er en spire som bør udbygges. Du er velkommen til at hjælpe Wikipedia ved at udvide den. |